# 九号村站
九号村站是一个位于中国北京市大兴区博兴街道博兴路与泰河二街交叉口，属于北京地铁亦庄有轨电车T1线的有轨电车站，临近北京奔驰后驱车工厂。

## 结构
| 地面 |                              | █ 亦庄T1线往屈庄（四海庄） |
| 地面 | 岛式站台，左側開门           |                            |
| 地面 | █ 亦庄T1线往定海园（泰河路） |                            |